# Bénonces
Bénonces est une commune française, située dans le département de l'Ain en région Auvergne-Rhône-Alpes.

## Géographie
Commune située au pied du mont Frioland (1 029 m). Zone d'appellation AOC des vins du Bugey.

### Climat
Pour des articles plus généraux, voir Climat d'Auvergne-Rhône-Alpes et Climat de l'Ain.
En 2010, le climat de la commune est de type climat des marges montargnardes, selon une étude du CNRS s'appuyant sur une série de données couvrant la période 1971-2000. En 2020, Météo-France publie une typologie des climats de la France métropolitaine dans laquelle la commune est exposée à un climat de montagne ou de marges de montagne et est dans la région climatique Alpes du nord, caractérisée par une pluviométrie annuelle de 1 200 à 1 500 mm, irrégulièrement répartie en été.
Pour la période 1971-2000, la température annuelle moyenne est de 10,3 °C, avec une amplitude thermique annuelle de 17,5 °C. Le cumul annuel moyen de précipitations est de 1 418 mm, avec 10,7 jours de précipitations en janvier et 8,3 jours en juillet. Pour la période 1991-2020, la température moyenne annuelle observée sur la station météorologique installée sur la commune est de 8,2 °C et le cumul annuel moyen de précipitations est de 1 723,5 mm,. Pour l'avenir, les paramètres climatiques de la commune estimés pour 2050 selon différents scénarios d'émission de gaz à effet de serre sont consultables sur un site dédié publié par Météo-France en novembre 2022.
| Mois                                  | jan.             | fév.            | mars          | avril           | mai         | juin          | jui.          | août           | sep.            | oct.          | nov.            | déc.            | année      |
| ------------------------------------- | ---------------- | --------------- | ------------- | --------------- | ----------- | ------------- | ------------- | -------------- | --------------- | ------------- | --------------- | --------------- | ---------- |
| Température minimale moyenne (°C)     | −3,4             | −3,6            | −0,7          | 2,1             | 6           | 9,5           | 11,5          | 11,6           | 8,1             | 5             | 0,4             | −2,6            | 3,7        |
| Température moyenne (°C)              | 0                | 0,5             | 4             | 7,2             | 11,1        | 14,8          | 17            | 16,9           | 12,9            | 9,1           | 3,9             | 0,7             | 8,2        |
| Température maximale moyenne (°C)     | 3,5              | 4,6             | 8,7           | 12,2            | 16,2        | 20,1          | 22,4          | 22,2           | 17,6            | 13,1          | 7,5             | 4,1             | 12,7       |
| Record de froid (°C) date du record   | −24,4 09.01.1985 | −21,5 07.02.12  | −17 01.03.05  | −9,1 13.04.1986 | −3 06.05.19 | −0,5 02.06.06 | 3 13.07.1993  | 1,4 31.08.1986 | −1,3 22.09.1977 | −9 29.10.12   | −13 23.11.1988  | −19 20.12.09    | −24,4 1985 |
| Record de chaleur (°C) date du record | 14 29.01.08      | 17,5 24.02.1990 | 21 22.03.1990 | 24,5 21.04.18   | 29 24.05.09 | 32,5 27.06.19 | 33,5 24.07.19 | 34,5 13.08.03  | 29,5 11.09.16   | 23,5 20.10.14 | 19,8 03.11.1981 | 15,3 18.12.1989 | 34,5 2003  |
| Précipitations (mm)                   | 158              | 122,1           | 129,6         | 126,7           | 157,5       | 120,5         | 112,1         | 112,1          | 144,8           | 176,9         | 185,6           | 177,6           | 1 723,5    |

## Urbanisme

### Typologie
Au 1er janvier 2024, Bénonces est catégorisée commune rurale à habitat dispersé, selon la nouvelle grille communale de densité à 7 niveaux définie par l'Insee en 2022.
Elle est située hors unité urbaine et hors attraction des villes,.

### Occupation des sols
L'occupation des sols de la commune, telle qu'elle ressort de la base de données européenne d’occupation biophysique des sols Corine Land Cover (CLC), est marquée par l'importance des forêts et milieux semi-naturels (75,4 % en 2018), une proportion sensiblement équivalente à celle de 1990 (76 %). La répartition détaillée en 2018 est la suivante : 
forêts (63,7 %), prairies (11,9 %), milieux à végétation arbustive et/ou herbacée (11,7 %), zones agricoles hétérogènes (10,9 %), zones urbanisées (1,8 %).
L'évolution de l’occupation des sols de la commune et de ses infrastructures peut être observée sur les différentes représentations cartographiques du territoire : la carte de Cassini (XVIIIe siècle), la carte d'état-major (1820-1866) et les cartes ou photos aériennes de l'IGN pour la période actuelle (1950 à aujourd'hui).

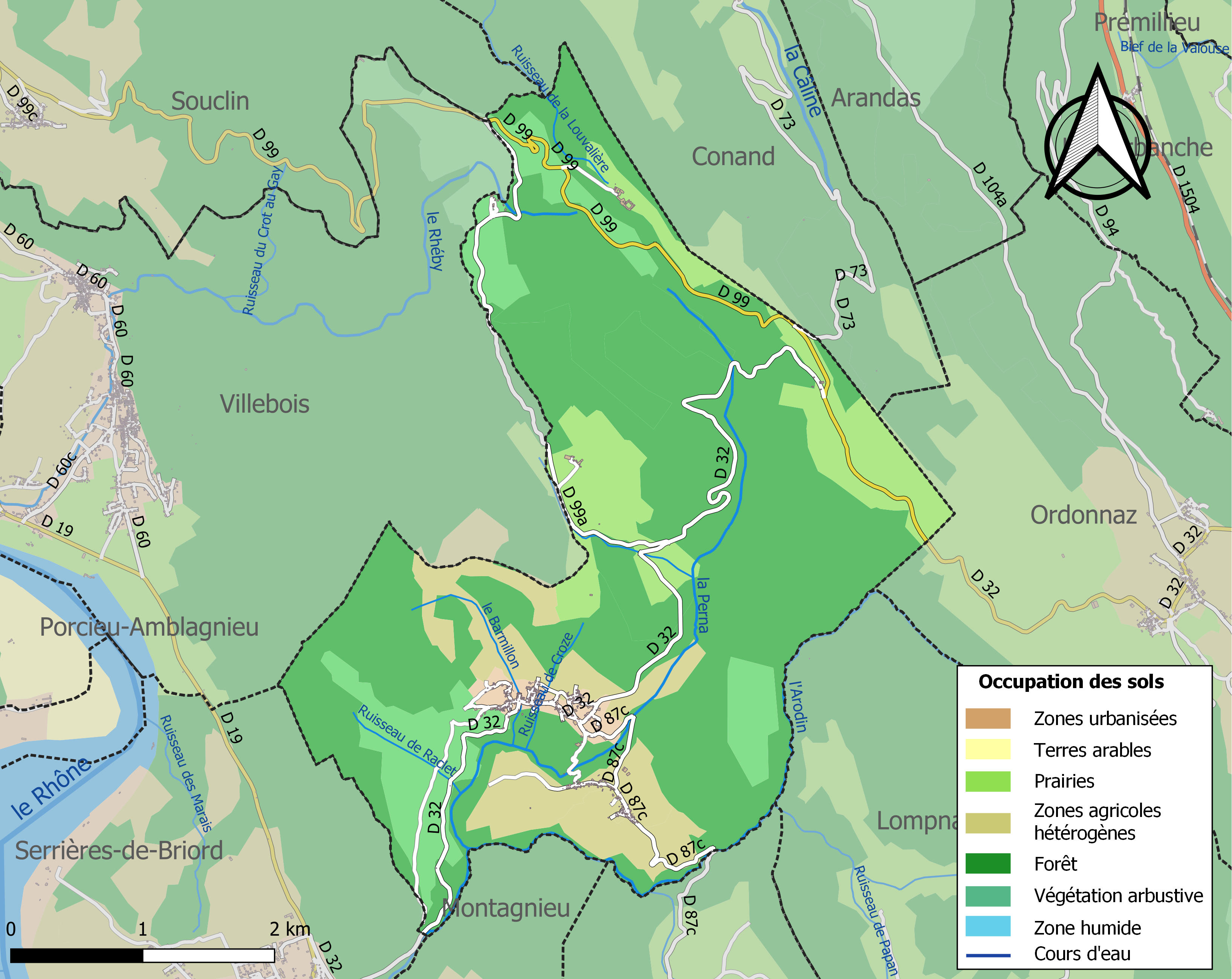
Carte des infrastructures et de l'occupation des sols de la commune en 2018 (CLC).

## Toponymie
Le nom de la localité est attesté sous les formes Benuncia en 1124, puis Benonci en 1250.

## Histoire
Paroisse (Benuntia, Benuncia, Benoncia, Bennoncia, Benunci, Benonse, Bennonce, Benonce) sous le vocable de saint Pierre. L'abbé de Saint-Rambert nommait à la cure.
Bénonces apparaît dès le XIe siècle. Un Boson, qui avait été chapelain de Bénonces, fut témoin, en 1144, de la confirmation des limites de la chartreuse de Portes, par Falcon, archevêques de Lyon.
En 1494, l'église de Saint-Pierre fut confirmée à l'abbaye de Saint-Rambert par le pape Célestin III. Les chartreux de Portes possédaient dès le milieu du XIIe siècle, dans cette paroisse, des fonds qui, d'abord contestés par les seigneurs de Bénonces, leur furent définitivement concédés par titres de 1225, 1234 et 1259.
Vers 1095, vivait un Richard de Bénonces et son frère Nantelme de Bénonces, témoins d'une concession faite à l'église de Belley par le comte Amédée II de Savoie. Un Giraud de Bénonces est mentionné comme bienfaiteur de la chartreuse de Meyriat dans une charte de 1147. Sa famille était déjà éteinte dans les premières années du XIIIe siècle. Bénonces eut successivement pour seigneurs, ceux de la Balme et de Briord.

## Politique et administration

### Découpage territorial
La commune de Bénonces est membre de la communauté de communes de la Plaine de l'Ain, un établissement public de coopération intercommunale (EPCI) à fiscalité propre créé le 15 décembre 2002 dont le siège est à Chazey-sur-Ain. Ce dernier est par ailleurs membre d'autres groupements intercommunaux.
Sur le plan administratif, elle est rattachée à l'arrondissement de Belley, au département de l'Ain et à la région Auvergne-Rhône-Alpes. Sur le plan électoral, elle dépend du  canton de Lagnieu pour l'élection des conseillers départementaux, depuis le redécoupage cantonal de 2014 entré en vigueur en 2015, et de la cinquième circonscription de l'Ain  pour les élections législatives, depuis le dernier découpage électoral de 2010.

### Administration municipale
| Période | Période  | Identité                | Étiquette | Qualité            |
| ------- | -------- | ----------------------- | --------- | ------------------ |
| 1790    | 1791     | Laurent Nivière         |           | Curé de Bénonces   |
| 1791    | 1794     | Nodet                   |           |                    |
| 1794    | 1795     | Claude Joseph Terrier   |           |                    |
| 1796    | 1796     | Jacques Terrier         |           |                    |
| 1797    | 1797     | Gabriel Terrier         |           |                    |
| 1797    | 1824     | Claude Joseph Terrier   |           |                    |
| 1824    | 1829     | Reverdy                 |           | Meunier à Vallouze |
| 1830    | 1838     | Jacques Baudin          |           |                    |
| 1838    | 1840     | Maurice Marcel          |           |                    |
| 1840    | 1843     | Jacques Baudin          |           |                    |
| 1843    | 1846     | Jean-François Cayet     |           |                    |
| 1846    | 1867     | Jean-MArie Grosclaude   |           |                    |
| 1867    | 1888     | François Gaitet         |           |                    |
| 1896    | 1900     | Antoine Romeggio        |           |                    |
| 1900    | 1908     | Félix Gaitet            |           |                    |
| 1908    | 1919     | René Romeggio           |           |                    |
| 1919    | 1923     | Jean-Louis Denis        |           |                    |
| 1923    | 1953     | Pierre Guiffray         |           |                    |
| 1953    | 1961     | Joannès Genet           |           |                    |
| 1961    | 1968     | Marcel Bubaton          |           |                    |
| 1968    | 1974     | Pétrus Trautwein        |           |                    |
| 1974    | 1983     | Jules Charron           |           |                    |
| 1983    | 2014     | René Romeggio           |           |                    |
| 2014    | En cours | Sylvie Righetti-Gilotte | SE        |                    |

## Démographie
L'évolution du nombre d'habitants est connue à travers les recensements de la population effectués dans la commune depuis 1793. Pour les communes de moins de 10 000 habitants, une enquête de recensement portant sur toute la population est réalisée tous les cinq ans, les populations de référence des années intermédiaires étant quant à elles estimées par interpolation ou extrapolation. Pour la commune, le premier recensement exhaustif entrant dans le cadre du nouveau dispositif a été réalisé en 2006.

En 2022, la commune comptait 311 habitants, en évolution de +5,78 % par rapport à 2016 (Ain : +5,15 %, France hors Mayotte : +2,11 %).
| 1793 | 1800 | 1806 | 1821 | 1831 | 1836 | 1841 | 1846 | 1851 |
| ---- | ---- | ---- | ---- | ---- | ---- | ---- | ---- | ---- |
| 509  | 491  | 529  | 619  | 599  | 537  | 588  | 591  | 607  |

| 1856 | 1861 | 1866 | 1872 | 1876 | 1881 | 1886 | 1891 | 1896 |
| ---- | ---- | ---- | ---- | ---- | ---- | ---- | ---- | ---- |
| 590  | 607  | 598  | 607  | 576  | 577  | 563  | 531  | 481  |

| 1901 | 1906 | 1911 | 1921 | 1926 | 1931 | 1936 | 1946 | 1954 |
| ---- | ---- | ---- | ---- | ---- | ---- | ---- | ---- | ---- |
| 523  | 460  | 420  | 386  | 347  | 341  | 311  | 309  | 304  |

| 1962 | 1968 | 1975 | 1982 | 1990 | 1999 | 2006 | 2011 | 2016 |
| ---- | ---- | ---- | ---- | ---- | ---- | ---- | ---- | ---- |
| 284  | 261  | 258  | 274  | 249  | 243  | 267  | 273  | 294  |

| 2021 | 2022 | - | - | - | - | - | - | - |
| ---- | ---- | - | - | - | - | - | - | - |
| 310  | 311  | - | - | - | - | - | - | - |

## Culture et patrimoine

### Lieux et monuments

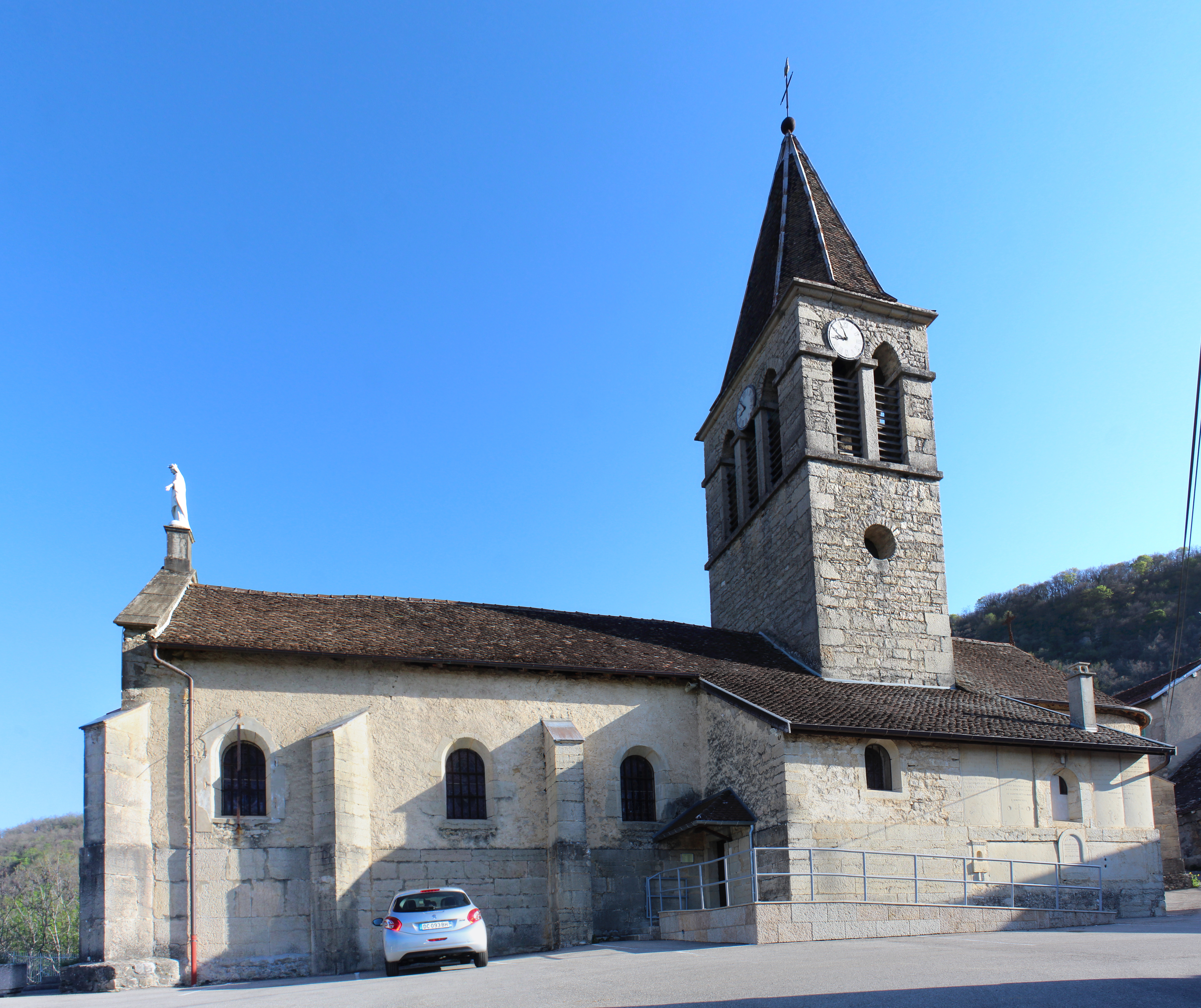
Église Saint-Pierre.

- Chartreuse de Portes

Elle fait l’objet d’une inscription au titre des monuments historiques depuis le 20 février 1947. Elle accueille une communauté de Chartreux vivant selon les Consuetudines Cartusiae, la règle de saint Bruno.
- Ruines de l'Église de la Correrie
- Table d'orientation et calvaire sur le mont Frioland.
- Église Saint-Pierre avec son cadran solaire sur la façade.
- les fours de la commune
- la roche et la croix de Cuny.
- la cascade de Luizet.
- Rivière le Trefond connu pour ses descentes en canyoning.

### Personnalités liées à la commune
- Le 31 août 1895, le tueur en série Joseph Vacher assassina puis viola le berger Victor Portalier, 15 ans